# 邢子文
邢子文 (1962年9月—)，西安交通大学压缩机研究所教授。享受中国政府特殊津贴，入选中华人民共和国教育部2007年度"长江学者"特聘教授、新世纪百千万人才工程。